# Vescomtat de Tonnerre
El vescomtat de Tonnerre fou una jurisdicció feudal de França al comtat de Tonnerre (a Borgonya).
El primer vescomte esmentat fou Eudes I en carta del 1002, una donació a Sant Miquel signada per Odonis vicecomitis. Després apareix Erembert (Erembertus vicecomes) en una donació del 1005. Una nova donació a Sant Miquel el 29 de setembre de 1046, dona ocasió a conèixer a un vescomte de nom Lambert; el següent conegut fou Ulric que es titulava Vicecomes Olricus de Tornedoro (vescomte Olric de Tonnerre), esmentat en una donació a l'abadia de Molesme el 1111; estava casat amb Lecenina i va tenir cinc fills cap dels quals fou vescomte que se sapiga. S'esmenta seguidament a Eudes II (Odonis vicecomitis Tornodorensis) que subscrivia una carta datada entre 1125 i 1136; va tenir almenys un fill, Renald, que no se sap si fou el mateix que el vescomte Renal que apareix en una donació a Fontenay del 1169; aquest Renald vescomte (Rainaldus vicecomes Tordnodorensis) estava casat amb Margarita i va tenir cinc fills cap dels quals consta com a vescomte. Tenia també un germà conegut com a Hug Catinus, que fou pare de Ramon i Agnès. El següent vescomte fou Viard esmentat en una donació a Fontenay el 1190 (Wiardus vicecomes Tornodori), casat amb Estibiera i que va deixar cinc fills que no porten el títol.
El vescomtat de Tonnerre ja no es torna a esmentar.

## Llista de vescomtes
- Eudes I vers 1002
- Erembert vers 1005
- Lambert vers 1046
- Ulric vers 1111
- Eudes II esmentat 1125 i 1136
- Renald vers 1169